# Nagórzanka
Nagórzanka (ukr. Нагірянка, Nahirianka) – osiedle na Ukrainie, w  rejonie czortkowskim obwodu tarnopolskiego, w hromadzie Nagórzanka. Siedziba hromady Nagórzanka.
Znajduje się tu stacja kolejowa Jagielnica, położona na linii Biała Czortkowska – Zaleszczyki – Stefaneszty.
Zachodnią część Nagórzanki stanowi przed 1961 odrębna wieś Chomiakówka.

## Historia
Pod koniec XIX wieku wraz z Jagielnicą należała do dóbr Ułaszkowce, będących własnością Karola Lanckorońskiego.
W II Rzeczypospolitej miejscowość znajdowała się w województwie tarnopolskim, w powiecie czortkowskim. 
W latach 1943–1945 r. nacjonaliści ukraińscy z OUN-UPA  zamordowali tutaj 27 Polaków i 1 Ukrainkę. 
Obecnie w miejscowości znajduje się dwustopniowa szkoła, klub, dwie biblioteki, dwa przedszkola, męski zespół wokalny „Lubystok”, ludowy zespół pieśni łemkowskiej „Poticzok”. W Nagórzance mieści się także zamek.
Z Nagórzanki pochodzi Tadeusz Lewowicki (ur. w 1942) – polski pedagog, profesor nauk humanistycznych. 